# الرابطة الوطنية لمرشدات جمهورية إفريقيا الوسطى
الرابطة الوطنية لمرشدات جمهورية أفريقيا الوسطى هي المنظمة الإرشادية الوطنية في جمهورية أفريقيا الوسطى. تأسست في عهد أفريقيا الاستوائية الفرنسية في عام 1952. أصبحت عضوا كامل العضوية في الجمعية العالمية للمرشدات وفتيات الكشافة في عام 1963 والرابطة للفتيات فقط وتضم 19497 عضوة (اعتبارا من 2003).